# Sidon
Sidon (phönizisch ṣdn, arabisch صيدا Saidā, DMG Ṣaydā) ist die viertgrößte Stadt des Libanon. Sie ist Hauptstadt des Gouvernements Süd-Libanon und des Distrikts Sidon. Sie liegt am Mittelmeer nördlich von Tyros südlich der Hauptstadt Beirut. Der Name bedeutet so viel wie Fischerstadt.
Die Stadt war einer der phönizischen Stadtstaaten im Altertum, deren Blütezeit von etwa 1550 bis 539 v. Chr. dauerte. Unter anderem von Sidon aus erfolgte die phönizische Kolonienbildung im westlichen Mittelmeerraum (Karthago, Cartagena etc.) Im Lauf der Geschichte wurde Sidon – wie der Rest Phöniziens – mehrmals erobert, zerstört und wieder aufgebaut. Zu den Herrschern der Stadt zählten Assyrer, Ägypter, Perser, Römer, Byzantiner, Kreuzritter, Ayyubiden, Mongolen, Araber, das Osmanische Reich, Franzosen, Briten und Israelis.

## Geschichte

### Antike

Phönizisches Stammland, grün unterlegt

Handelsrouten und wichtige Städte der Phönizier; das Stammland rot unterlegt

In der Antike zählte Sidon zu den wichtigsten Städten Phöniziens.
Während der Rebellion der phönikischen Städte gegen Salmanassar V. (726–722 v. Chr.) stellte sich Sidon auf die Seite der Assyrer.
Sidon rebellierte jedoch gegen Sanherib, der die Rebellion 701 niederschlug. König Luli floh nach Zypern, wo er starb, und Sanherib setzte Ethba'al zu seinem Nachfolger ein.
Sidon wurde um 677 nach der Rebellion von Ebed-Milkat von den Assyrern zerstört und die Bewohner deportiert. Abdi-Milkutti von Sidon wurde auf Befehl von Assurhaddon enthauptet, seinen Kopf hängte man einem sidonischen Würdenträger um den Hals, der damit auf dem Marktplatz von Niniveh herummarschieren musste, begleitet von Sängern und Harfenspielern. Sidon wurde Teil einer assyrischen Provinz und teilweise mit Deportierten besiedelt. Der südliche Teil des Territoriums von Sidon fiel an Tyros. Assurhaddon ließ unweit des zerstörten Sidon eine neue Stadt, Kur-Assurhaddon, errichten. Die Könige von Arwad, Byblos und Tyros mussten sich am Bau beteiligen.
Nach dem Ende des assyrischen Reiches wurde das Gebiet kurzfristig von den Ägyptern erobert, Pharao Necho II. hinterließ eine Stele in Sidon. Unter Nebukadnezar II. wurde die Stadt Sidon wieder aufgebaut.
Der Niedergang von Tyros nach 572 bedingte den Aufstieg von Sidon. In den Rationenlisten aus der Zeit Nebukadnezars (10.–35. Jahr) tauchen Handwerker und Adelige aus Tyros, Byblos und Arwad auf, aber keine aus Sidon. Die Stadt war also anscheinend von Deportationen verschont geblieben. Die Stadt wurde zum wichtigsten Handelszentrum der Achämeniden am Mittelmeer.
1855 wurde der Sarkophag des Königs Ešmun-ezer II. entdeckt. Nach einer phönizischen Inschrift zählt er offenbar zu den „Königen von Sidon“ (eventuell aus dem 5. Jahrhundert v. Chr.); seine Mutter war Priesterin der Astarte, der „Göttin von Sidon“. In dieser Inschrift werden die Götter Ešmun und Baʿal als Hauptgottheiten Sidons bezeichnet. Astarte wird Aštart-šem-Baʿal („Astarte ist der Name Gottes“) genannt, ein Titel, der ebenso in einem ugaritischen Text erscheint.
In der Königsnekropole wurden insgesamt vier Sarkophage des 4. Jahrhunderts gefunden.
Sidon unterhielt im 4. Jahrhundert v. Chr. „unter König Straton I. (ca. 370–358) rege Beziehungen zu Athen. König Tabnit (griechisch Tennes; ca. 354–350) musste einen Aufstand gegen Artaxerxes III. mit der Zerstörung der ganzen Stadt büßen.“
Zum Aufstand gegen die Perser hatten Tyros und Arados den Sidoniern Hilfe zugesagt, dann aber den Ausgang der Empörung abgewartet und nach Sidons Fall die Vorherrschaft in der Region übernommen.
So begrüßten die Sidonier 332 v. Chr. Alexander den Großen: „Die Sidonier eilten, sich dem Sieger der verhassten Persermacht zu ergeben; Alexander nahm auf ihre ehrenvolle Einladung die Stadt in Besitz, gab ihr ihr früheres Gebiet und ihre frühere Verfassung wieder, indem er dem Abdalonymos, einem in Armut lebenden Nachkommen der sidonischen Könige, die Herrschaft übertrug.“ Während der Belagerung von Tyros diente Sidon Alexander als Sammelstelle für die sich nach der Schlacht bei Issos von der persischen Flotte lösenden phönizischen Schiffskontingente und die verbündete zyprische Flotte.
Von den Römern unter Kaiser Vespasian wurde die Stadt ausgebaut und mit einer Stadtmauer und damals moderner Infrastruktur (öffentliche Brunnen u. a.) versehen. Die oströmische Zeit dauerte bis zur Schlacht am Jarmuk 636 n. Chr. Danach wurde Sidon infolge der islamischen Expansion von den Arabern erobert.

### Mittelalter

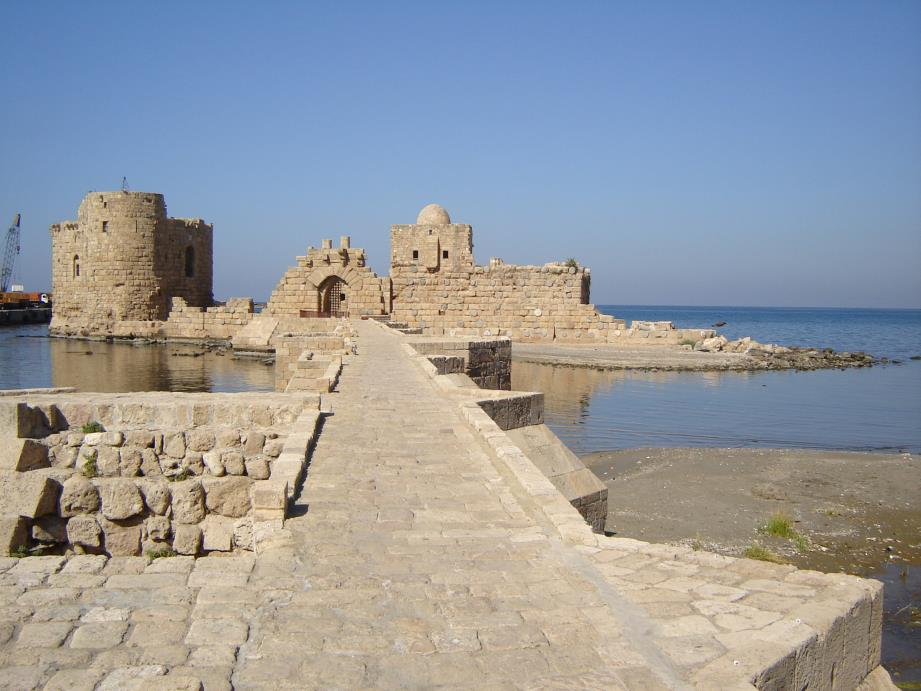
Seefestung

Am 4. Dezember 1110 wurde Sidon vom Kreuzfahrerkönig Balduin I. von Jerusalem erobert, der vom Kreuzzug Sigurds von Norwegen verstärkt worden war. Sidon wurde daraufhin eine Grafschaft im Königreich Jerusalem; der Kreuzfahrer Eustach I. Garnier wurde deren erster Graf. Überreste der Stadtmauern aus dem 12. Jahrhundert sind heute noch zu sehen.
Während der Kreuzzüge bestand hier der Sitz des lateinischen Bistums Sidon, das 1133 gegründet wurde.
1187 wurde die Stadt von Truppen des Ayyubiden-Sultans Saladin besetzt, 1197 vom Deutschen Kreuzzug zurückerobert. Während des sechsten Kreuzzuges unter Ludwig IX. dem Heiligen wurde Sidon im Herbst 1249 erneut von den Ayyubiden eingenommen, aber im Mai 1250 wieder an die Christen zurückerstattet. Im April 1253 überfiel an-Nasir Yusuf die nur gering befestigte Stadt und tötete fast 2000 Einwohner. Ludwig IX. ließ darauf die Stadtbefestigungen vollständig wieder aufbauen, einschließlich der Zitadelle am Südrand der Altstadt. Als letzter Graf von Sidon übereignete Julian Garnier die Stadt 1260 dem Templerorden. Im selben Jahr wurde sie von den Mongolen unter Kitbukha geplündert. Als nach dem Fall Akkons das Heer der Mamluken vor Sidon erschien, öffnete man ihm kampflos die Tore. Kurz nach der Übergabe kam es zu einem Aufstand der fränkischen Ritter, welche sich nun in der Seefestung am Hafen, nördlich der Altstadt, verschanzten. Nachdem sie sich am 14. Juli 1291 hatte ergeben müssen, wurde die Stadt vollständig zerstört, um ein erneutes Eindringen von Invasoren über das Meer zukünftig zu erschweren.

### Neuzeit
Im Jahr 1900 zählte die Stadt 10.000 Einwohner, im Jahre 2000 war die Bevölkerung auf 200.000 angewachsen. 1948 flohen Palästinenser aus ihrer Heimat oder wurden vertrieben. Einige ließen sich in den palästinensischen Flüchtlingslagern Ain al-Halweh und Mieh Mieh nieder. Heute leben dort etwa 70.000 Flüchtlinge, deren Vorfahren 1948 aus den nordpalästinensischen Städten Amqa, Saffourieh, Shaab, Taitaba, Manshieh, Al-Simireh, Al-Nahr, Al-Sofsaf, Hitten, Ras al-Ahmar, Al-Tiereh und Tarshiha stammen.
Mit der Auswanderung der Juden aus Sidon ab Beginn des libanesischen Bürgerkrieges wurde auch die Synagoge in der Altstadt, eine der ältesten der Welt, aufgegeben und verfiel. 1982 griff Israel in den Bürgerkrieg ein, entfesselte den Libanonkrieg und eroberte auch Sidon. Die Stadt wurde schwer beschädigt. Die israelischen Streitkräfte hielten Sidon 32 Monate lang besetzt, sie zogen erst im Februar 1985 ab.
Im September 2024, nach heftigen Bombenangriffen der israelischen Luftwaffe auf Ziele im Südlibanon, kam es zu einer neuerlichen Flüchtlingswelle. Die Stadt Sidon musste Notquartiere in Schulen bereitstellen.

## Sidon in der Bibel
Die Bibel beschreibt Sidon an mehreren Stellen:
- Sidon, der „erstgeborene Sohn“ Kanaans, des Enkels Noachs (Gen 10,15-19 EU).
- Sidon war Heimat der Phönizier an der Küste Kanaans und wurde durch seine Handelstätigkeit zu einer „Großstadt“ (Jos 11,8 ELB; 19,28 ELB).
- Es war die Mutterstadt von Tyros, teilweise im Gebiet von Asser (Stammesgebiet des bibl. Ascher) gelegen, wurde aber nicht unterworfen (Ri 1,31 EU).
- Israel wurde lange Zeit von Sidon unterdrückt, dessen Göttern es gedient hatte (Ri 10,6.12 EU).
- Zur Zeit Davids begann sein Ruhm zugunsten von Tyros zu schwinden.
- Salomo schloss ein Heiratsbündnis mit Sidon, so dass sich der Götzendienst in Israel verbreitete (1 Kön 11,1 EU, 11,33 EU).
- Ahab war mit Isebel, einer Sidonierin, verheiratet, die die Propheten des Baʿal und der Aschera förderte (1 Kön 16,31 EU).
- Sidon war berühmt für seine Handwerker, Künstler und Handelsleute (1 Kön 5,6 EU; 1 Chr 22,4 EU; Jes 23,2-4 EU, 12; Jer 25,22 EU, 27,3 EU, 47,4 EU; Hes 27,8 EU, 28,21-22 EU, 32,30 EU; Joel 3,4 EU).
- Jesus besuchte die „Ufer“ von Tyros und Sidon (Mt 15,21 EU; Mk 7,24 EU; Lk 4,26 EU) und von diesem Gebiet kamen viele, um ihn zu hören (Mk 3,8 EU; Lk 6,17 EU).
- Von Sidon stach Paulus zu seiner letzten Reise nach Rom in See (Apg 27,3-4 EU).

## Liste der antiken Herrscher von Sidon
- Zimreddi 1350 v. Chr.
- Luli 701 v. Chr.
- Eth-Baʿal ab 701 v. Chr.
- Abdi-Milkutti bis 676 v. Chr.
- Eschmunazor I.
- Tabnit, ab 490 v. Chr.
- Eschmunazor II., 5. Jh. v. Chr.
- Straton I., 376–370 v. Chr. sowie 361–358 v. Chr.
- Tabnit, 358–345 v. Chr.
- Mazaios, Satrapenregierung 345–340 v. Chr.
- Straton II., ab 340 v. Chr.
- Abdalonymos, ab 332 v. Chr.

## Sidon in der griechischen Mythologie
Sanchuniathon erschuf die Göttin Sidon, die Tochter des Nereus.
Europa wurde von Zeus in Stiergestalt von Sidon nach Kreta entführt.

## Söhne und Töchter der Stadt

### Antike und Mittelalter
- Antipatros von Sidon (2. Jh. v. Chr.), Epigrammdichter
- Boethos von Sidon (2. Jh. v. Chr.), Stoiker
- Zenon von Sidon (150–75 v. Chr.), Philosoph, Mathematiker, Logiker
- Dorotheos von Sidon (1. Jh. v. Chr.), Astronom und Astrologe
- Boethos von Sidon (1. Jh. v. Chr.), Philosoph, Peripatetiker
- Tiberius Iulius Abdes Pantera (um 22 v. Chr.–um 40), Bogenschütze der römischen Auxiliartruppen, dessen Grabmal in Deutschland im 19. Jahrhundert gefunden wurde.
- Euthymios Saifi (1643–1723), griechisch-katholischer Bischof von Sidon und Tyros

Weiters Eumaios, Figur der griechischen Mythologie, Sauhirte und Freund des Odysseus, in unterschiedlichen Kontexten mit Sidon verbunden.

### Neuzeit
- Fayza Ahmed (1934–1983), ägyptische Sängerin und Schauspielerin
- Rafiq al-Hariri (1944–2005), Unternehmer, Selfmade-Millionär und Politiker
- Hussein Zein (* 1995), Fußballspieler